# The Scaffold
The Scaffold (oftast bara Scaffold) var en brittisk pop- och satirgrupp bildad 1962 i Liverpool. Gruppen bestod av Mike McGear (eg. Peter Michael McCartney, bror till Paul McCartney), John Gorman och Roger McGough. De skivdebuterade 1966 med låten "2 Day's Monday", och fick sin första hit 1967 med "Thank U Very Much". Året efter toppade de englandslistorna med "Lily the Pink".
Bandet låg på svenska Tio i Topp från januari 1968 med "Thank U Very Much" i totalt tre veckor med nummer 6 som högsta placering, och med "Lily the Pink" från december 1968 i totalt sju veckor med nummer 5 som högsta placering.

## Diskografi
Studioalbum
- McGough and McGear (1968)
- L. the P. (1969)
- Fresh Liver (1973)
- Sold Out (1975)

Livealbum
- The Scaffold (1968)
- Live at The Queen Elizabeth Hall 1968 (2006) (återutgivning av The Scaffold från 1968)

Samlingsalbum
- The Scaffold Singles A's and B's (1982)
- The Best of the EMI Years: The Scaffold, The Songs (1992)
- The Very Best of The Scaffold (12 spår) (1998)
- The Scaffold at Abbey Road, 1966-1971 (1998) (med 7 tidigare outgivna spår)
- The Very Best of The Scaffold (26 spår) (2002)
- Liverpool - The Number Ones Album (2008) (med en nyinspelad låt)

EP
- Lily the Pink ("Lily the Pink" / "Thank U Very Much" / "Do You Remember?" / "Gin Gan Goolie") (1968)

Singlar
- "2 Days Monday" / "3 Blind Jellyfish" (1966)
- '"Goodbat Nightman" / "Long Strong Black Pudding" (1966)
- "Thank U Very Much" / "Ide B The First" (1967)
- "Do You Remember?" / "Carry On Krow" (1968)
- "1-2-3" / "Today" (1968)
- "Lily the Pink" / "Buttons Of Your Mind" (1968)
- "Charity Bubbles" / "Goose" (1969)
- "Gin Gan Goolie" / "Liver Birds" (1969)
- "All The Way Up" / "Please Sorry" (1970)
- "Bus Dreams" / "If I Could Start All Over Again" (1970)
- "Do The Albert" / "Commercial Break" (1971)
- "Lily the Pink" / "Thank U Very Much" / "Do You Remember?" (1973)
- "Liverpool Lou" / "Ten Years After on Strawberry Jam" (1974)
- "Mummy Won't Be Home For Christmas" / "The Wind Is Blowing" (1974)
- "Leaving of Liverpool" / "Pack Of Cards" (1975)
- '"Wouldn't It Be Funny If You Didn't Have A Nose" / "Mr. Noselighter" (1976)
- "How D'You Do" / "Paper Underpants" (1977)